# 科克雷勒
科克雷勒（法語：Cocquerel，法語發音：[kɔkʁɛl]）是法国上法蘭西大區索姆省的一个市镇，属于阿布维尔区。

## 地理
科克雷勒（50°2'36"N, 1°56'57"E）面积9.54 平方千米，位于法国上法蘭西大區索姆省，该省份为法国北部沿海省份，北起加来海峡省和北部省，西接滨海塞纳省和大西洋英吉利海峡，南至瓦兹省，东临埃纳省。
与科克雷勒接壤的市镇（或旧市镇、城区）包括：阿伊勒欧克洛谢、索姆河畔方丹、弗朗西耶尔、隆村、蓬雷米。
科克雷勒的时区为UTC+01:00、UTC+02:00（夏令时）。

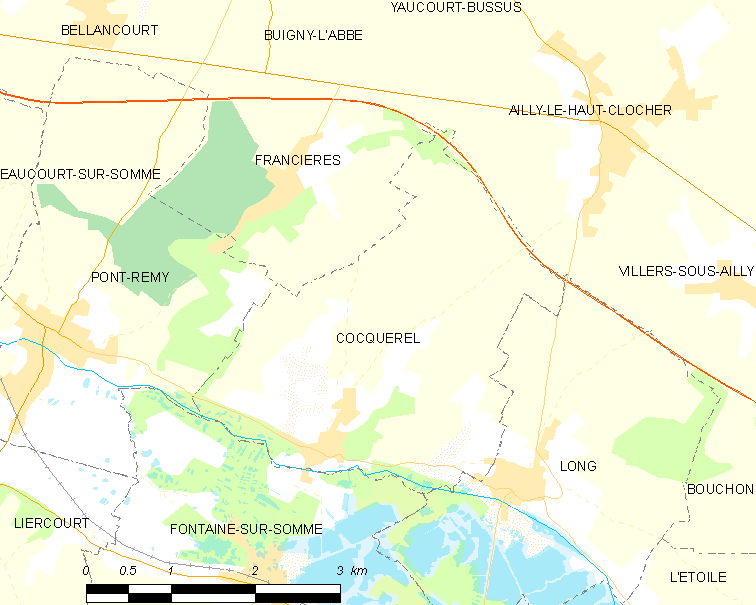
科克雷勒的OSM定位图

## 行政
科克雷勒的邮政编码为80510，INSEE市镇编码为80200。

## 政治
科克雷勒所属的省级选区为吕镇县。

## 人口

1962-2008年间科克雷勒人口变化图示

科克雷勒于2022年1月1日时的人口数量为219人。